# Лупи, Карла
Ка́рла Лу́пи (порт. Carla Lupi; 3 сентября 1965, Ангола — 31 июля 2012, Лиссабон, Португалия) — португальская актриса и преподаватель актёрского мастерства.

## Биография
За свою 24-летнюю кинокарьеры в 1984—2008 годы Карла сыграла в 21 фильме и телесериале. Лупи также долгие годы работала преподавателем актёрского мастерства и преподавала многим португальских киноактёрам.
В 1994—2002 года Карла была замужем за актёром Витором Норте (род. 1951). От Норте, ещё до вступления в брак, Лупи родила двоих детей — дочь Сару Норте (род. 04.04.1985) и сына Диого Норте (род. 11.08.1990). После развода с Норте, Лупи находилась в фактическом браке с Жуаном Рикардо, от которого родила своего третьего ребёнка и вторую дочь — Беатрис Рикардо (род. в сентябре 2005).
46-летняя Карла скончалась 31 июля 2012 года в Лиссабоне (Португалия) после продолжительной борьбы с раком лёгких.